# Amtsgericht Strehla
Das Amtsgericht Strehla war von 1879 bis 1883 ein Gericht der ordentlichen Gerichtsbarkeit mit Sitz in Strehla und eines der Amtsgerichte im Königreich Sachsen.

## Geschichte
In Oschatz bestand bis 1879 das Gerichtsamt Strehla als Eingangsgericht. Im Rahmen der Reichsjustizgesetze wurden 1879 im Königreich Sachsen die Gerichtsämter aufgehoben und Amtsgerichte, darunter das Amtsgericht Strehla, geschaffen. Der Gerichtssprengel umfasste die Stadt Strehla und 23 Landgemeinden zuzüglich Forstrevieren. Das Amtsgericht Strehla war eines von 15 Amtsgerichten im Bezirk des Landgerichtes Leipzig. Der Amtsgerichtsbezirk entsprach dem des Gerichtsamtes und bestand aus Strehla, Cavertitz, Clanzschwitz bei Strehla, Görtzig mit Elbhäusern, Schloss Strehla und Strehla Görziger Anteils, Gohlis, Großrügeln, Jakobsthal, Kleinrügeln, Klingenhain, Klötitz, Cottewitz, Kreinitz, Laas, Leckwitz, Lorenzkirch, Olganitz mit Reudnitz, Oppitzsch, Sahlassan, Schöna, Trebnitz, Treptitz, Unterreußen, Zaußwitz, Zschepa mit Klein Zschepa.
Aufgrund der Bekanntmachung vom 11. Juni 1883 wurde das Amtsgericht Strehla aufgehoben. Der Gerichtssprengel wurde aufgeteilt: Zwölf Landgemeinden und die Stadt Strehla wurden dem Amtsgericht Riesa zugeteilt, die anderen zwölf Landgemeinden dem Amtsgericht Oschatz.

## Gerichtsgebäude
Das Amtsgericht übernahm das Gebäude des Gerichtsamtes Strehla (Kirchgasse 1). Das Haus ist ein in Ecklage stehendes, zweigeschossiges, massiv errichtetes Putzgebäude. Die zum Markt hin vierachsige und zur Kirchgasse hin siebenachsige Fassade wird durch ein profiliertes Gurtgesims horizontal gegliedert. Die Fenster beider Geschosse haben Sandsteingewände und profilierte Sohlbänke. Es steht aufgrund seiner baugeschichtlichen und ortsgeschichtlichen Bedeutung unter Denkmalschutz. Von 1884 bis 1923 Sitz wurde das Gebäude als Sitz der Stadtverwaltung und von 1923 bis 1999 als Sitz der Sparkasse genutzt.